# Disiphon dubienus
Disiphon dubienus là một loài côn trùng cánh nửa trong họ Aleyrodidae, phân họ Aleyrodinae.
Disiphon dubienus được Bondar miêu tả khoa học đầu tiên năm 1923.